# 미흐란 하코뱐

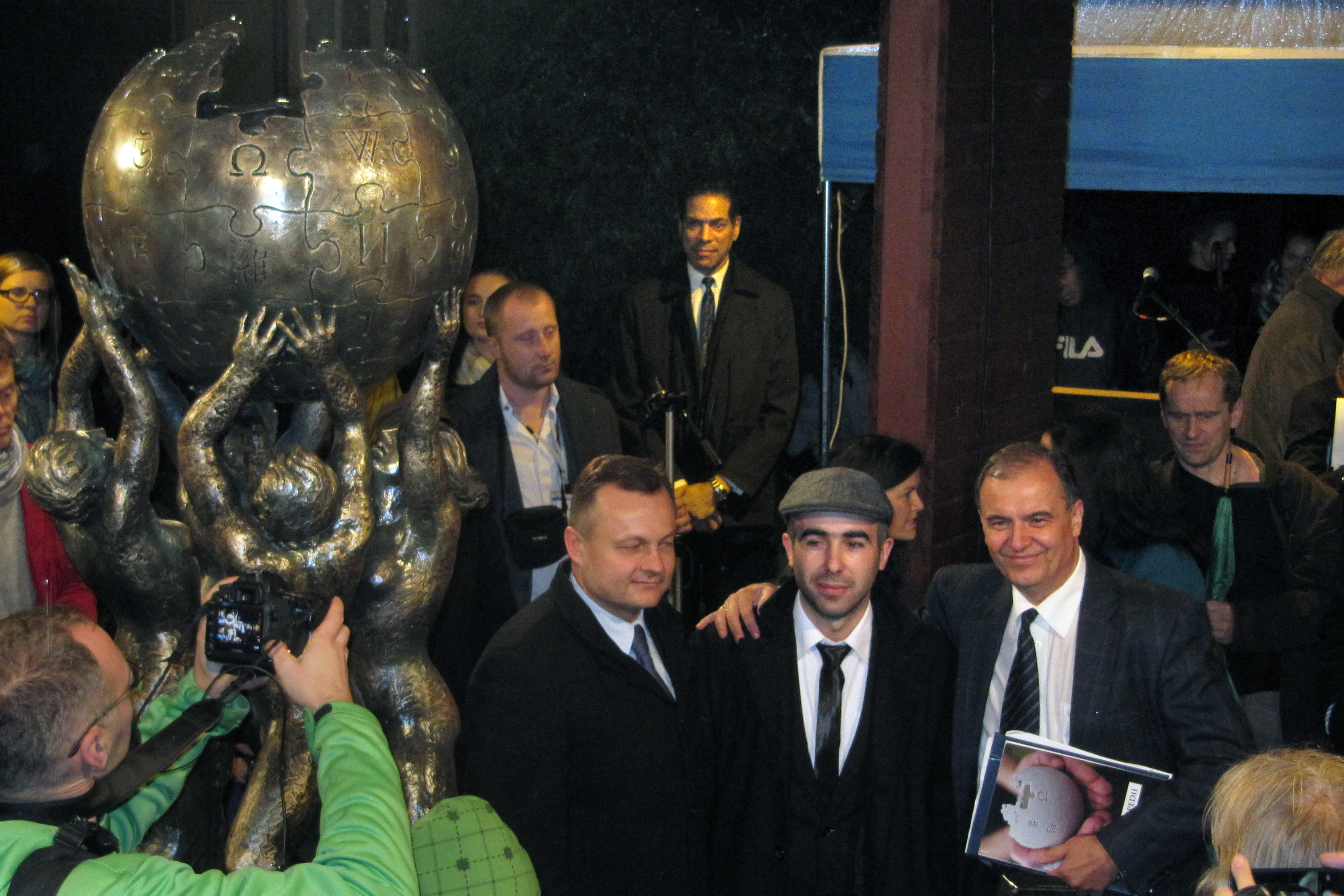
스우비체 시장 Tomasz Ciszewicz 및 Krzysztof Wojciechowski와 함께 있는 미흐란 하코뱐(가운데)

미흐란 하코뱐(Mihran Hakobyan, 아르메니아어: Միհրան Հակոբյան, 1984년 2월 18일~)은 아르메니아의 조각가이다. 그는 2014년 폴란드 스우비체에 《위키백과 기념물》을 제작했는데, 이는 최초의 위키백과 기념비이다.

## 생애
미흐란 하코뱐은 1984년 2월 18일 아르차흐 공화국의 스테파나케르트에서 태어났다. 그의 아버지인 조각가 아르멘 하코뱐(Armen Hakobyan, 1941~1990)은 제1차 나고르노카라바흐 전쟁 중에 사망했다. 2000년부터 2006년까지 그는 예레반 국립 미술 아카데미(Yerevan State Academy of Fine Arts)에서 조각을 공부했다. 그 후 그는 아르메니아와 러시아에서 활동했으며 스테파나케르트와 예레반에서 여러 전시회에 참가했다.
2001년에 그는 나고르노카라바흐 공화국 예술가 연합의 회원이 되었다. 2011년에는 슈샤에서 열린 국제조각심포지엄에 참가하였다. 하코뱐은 주로 돌, 나무 또는 청동으로 조각품을 만든다. 2010년부터 2013년까지 그는 슬루비체의 폴로니쿰 대학에서 폴란드어 언어학을 공부했다. 2012년 하코뱐은 폴란드 쿨치크 재단(Kulczyk Foundation)의 장학금을 받았다.

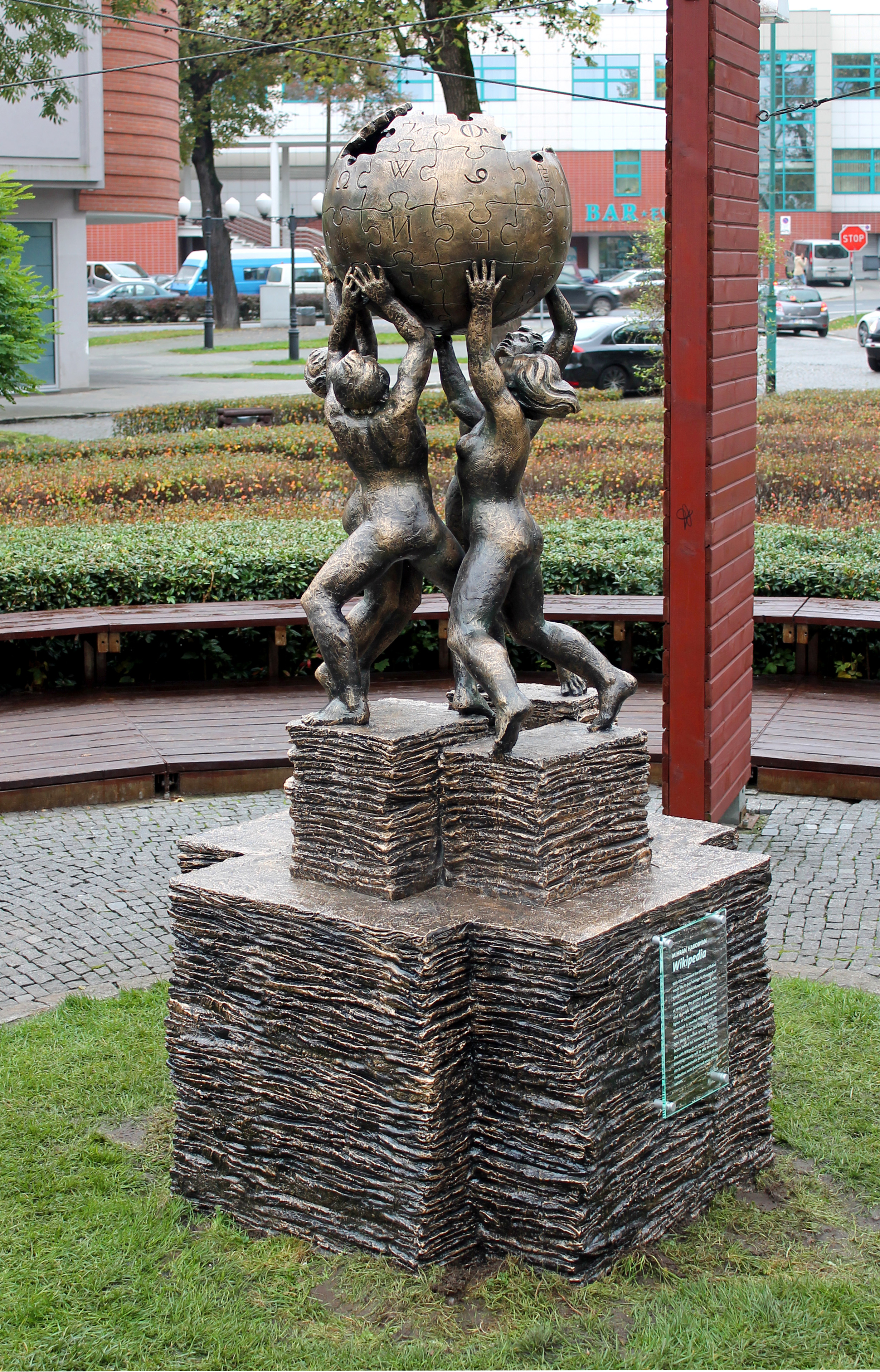
폴란드 스우비체의 《위키피디아 기념물》 (2014)

폴로니쿰 대학교의 이사인 Krzysztof Wojciechowski를 대신하여 하코뱐은 스우비체시로부터 62,000 즈워티를 지원받아 《위키피디아 기념물》을 만들었다. 2014년 10월 22일 기념비가 프랑크푸르트 광장(Plac Frankurcki)에서 공개되었다.
하코뱐은 플라스트신 인형을 사용하여 만화를 제작하기도 한다. 2013년 하코뱐은 모스크바 단편 영화 기금에서 레오니트 옌기바로프의 스토리를 바탕으로 한 만화 《Зонтик》(우산)으로 관객상을 수상했다.